# Google Meet
Google Meet (попередня назва Hangouts Meet) — сервіс відеотелефонного зв'язку, розроблений компанією Google. Є одним з двох додатків, які замінили Google Hangouts (друге з них — Google Chat).

## Історія
Перший реліз для iOS був оприлюднений в лютому 2017 року, офіційно програма була представлена в березні 2017 року.

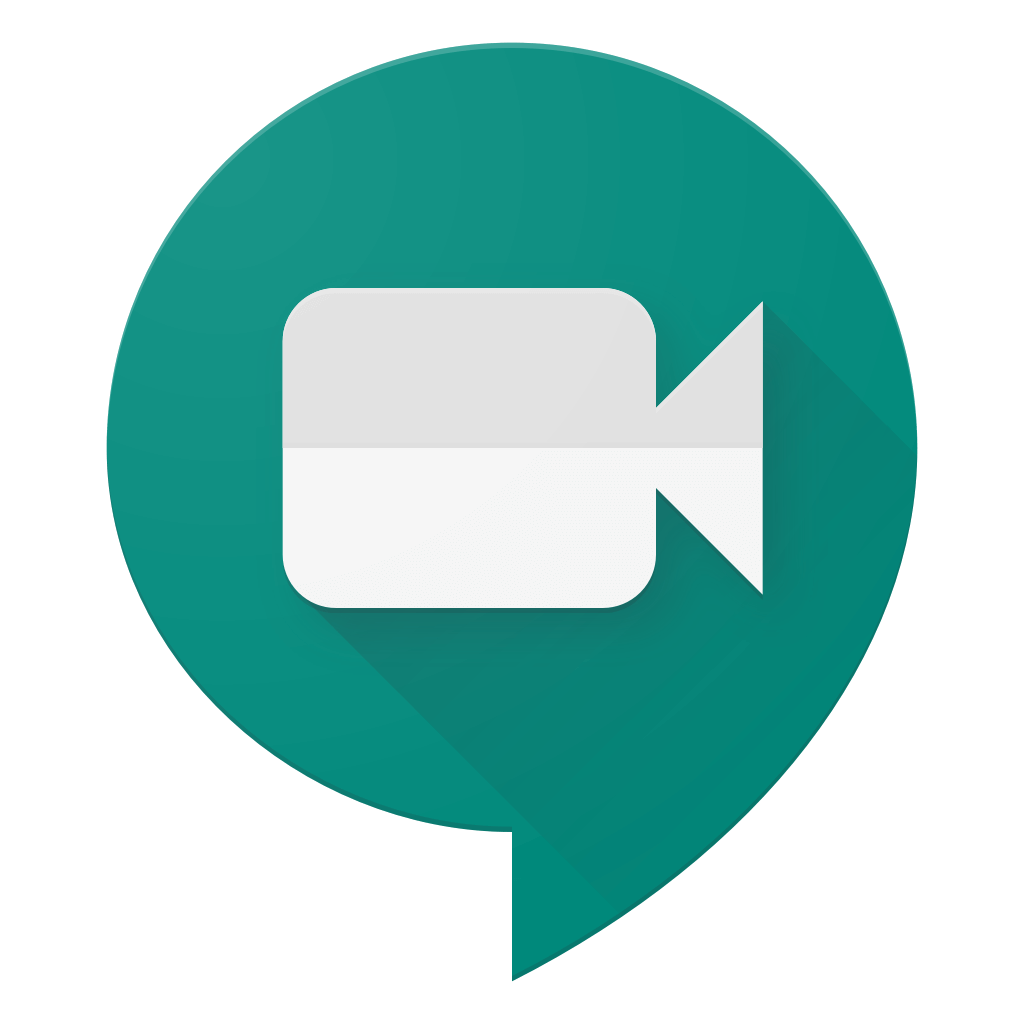
емблема Google Hangouts Meet
з 2017 по 5 жовтня 2020

У березні 2020 року в зв'язку з пандемією COVID-19 було оголошено про надання безкоштовного доступу до програми, що призвело до збільшення числа користувачів в 30 разів в квітні 2020 року порівняно з січнем 2020 року, досягнувши значення 100 мільйонів користувачів на день (у аналогічного сервісу Zoom число користувачів на той момент складало 200 мільйонів на день). До 31 березня 2021 року тривалість безкоштовних конференцій для Gmail-акаунтів обмежена 24 годинами, з 1 квітня 2021 роки для безкоштовних акаунтів тривалість передбачається обмежити 60 хвилинами (раніше заявлялося, що зміна умов використань буде здійснено 1 жовтня 2020 року).
В листопаді 2023 року, компанія Google вдосконалила сервіс відеоконференцій Google Meet, додавши новий функціональний елемент — розпізнавання жесту піднятої руки. Тепер учасники відеодзвінка можуть фізично підняти руку, вказавши, що вони хочуть взяти слово. Для коректної роботи функції потрібно, щоб камера користувача була увімкнена, і рука чітко була видна в кадрі. Після короткого інтервалу система автоматично розпізнає жест і повідомляє інших учасників конференції.
В жовтні 2024 року Google прийняв рішення повністю припинити роботу оригінального додатка Meet. Користувачам старої (оригінальної) програми Meet було запропоновано видалити її під час спроби приєднатися до відеодзвінка. Натомість спливаюче повідомлення рекомендує замість неї завантажити новішу версію Meet з магазину Google Play.